# Bas-en-Basset
Bas-en-Basset je naselje in občina v jugovzhodnem francoskem departmaju Haute-Loire regije Auvergne. Leta 2012 je naselje imelo 4.286 prebivalcev.

## Geografija
Naselje, sestavljeno iz več zaselkov, leži v pokrajini Velay ob reki Loari, 50 km severovzhodno od Le Puy-en-Velaya.

## Uprava
Bas-en-Basset je sedež istoimenskega kantona, v katerega so poleg njegove vključene še občine Beauzac, Boisset, Malvalette, Retournac, Saint-André-de-Chalencon, Solignac-sous-Roche, Tiranges in Valprivas z 12.431 prebivalci (v letu 2012).
Kanton Bas-en-Basset je sestavni del okrožja Yssingeaux.

## Zanimivosti
- romanska cerkev sv. Tirsa,
- ruševine trdnjave Château de Rochebaron iz 12. do 15. stoletja, francoski zgodovinski spomenik od leta 1951.

## Pobratena mesta
- Fabro (Umbrija, Italija);